# برزنیتسه (منطقه تابور)
برزنیتسه (به چکی: Březnice) یک منطقهٔ مسکونی در جمهوری چک است که در منطقه تابور واقع شده‌است. برزنیتسه ۶٫۹ کیلومتر مربع مساحت و ۲۰۰ نفر جمعیت دارد و ۴۲۴ متر بالاتر از سطح دریا واقع شده‌است.